# NGC 241
NGC 241 = NGC 242 ist ein offener Sternhaufen der Kleinen Magellanschen Wolke im Sternbild Tukan. 
Das Objekt wurde am 12. August 1834 von John Frederick William Herschel entdeckt.